# センセイプレイス
センセイプレイス株式会社は、かつて存在した主に大学受験生向けに教育事業を行う日本の企業である。インターネット上での個別指導、YouTubeチャンネルや勉強法ブログの運営などを行っている。

## 概要
大学受験生に、インターネットを利用して、志望校合格に向けたオーダーメイド型カリキュラムを設定し、それをもとに勉強法の指導や週間の勉強計画の立案、メンタル面のケアや参考書購入の際の相談などを個別指導で行うという「独学コーチング」のサービスを提供している。
講師は、現役の大学生が中心となっているが、自分で講師代を設定し、生徒側は講師のクチコミや学びログへの投稿を見て、無料の体験指導を経て、その後指導契約を結ぶ。講師側にはそのうち15%の収益が入るようになっている。
合格という結果に着目して指導するのではなく、学習者の自発的な学習をもとにした学習のプロセスに関する指導を重点に置いている。

## 沿革

### 創業
庄司と馬場は過去に私塾「道塾」を運営していた経験がある。馬場は大学在学中の4年次終了間際に道塾を起業した。庄司もリクルートに勤めたのち道塾に経営企画として参加した。道塾はオンラインで計1000人、実校舎で50人の生徒を抱えていた。道塾は2013年に道伴舎に改名するなどしたものの、社内でのぐらつきによって2013年に終わりを迎えた。
ベンチャーキャピタル「Viling Venture Partners」でのアクセラレータープログラムで2期生として指導を受けた後、2015年4月にセンセイプレイスを創業し、サービス提供を開始。
なお同年6月にはスローガンとスローガンコアント、Viling Ventures Partnersから資金調達を受けている。

### 創業後
創業以来リモートワークを中心に事業を行なっていたが、2015年10月に港区青山に、2017年2月にはそこから移転し高田馬場にオフィスを構えた。
2017年2月にはYouTubeチャンネルを開設し、動画を多く投稿している。
2019年7月31日には、それまでのサービス内容を定義し直した「独学コーチング」を発表した。学習法に関して継続的に「コーチング」することを「独学コーチング」と定義し、学習者の自発的な学習を促すという。同年10月にはそれに伴ってホームページのリニューアルも実施した。
2020年春には、新型コロナウイルスの感染防止のための高校休校を受け、無料でオンライン自習室を開講した。「馬場センセイのオンライン自習室」と題したこの自習室は、平日午前9時 - 11時に、ビデオ会議サービースZooMを利用して開かれたもので、前後10分間には「朝の会」(朝会)と「帰りの会」(ふりかえり会)と題して馬場が学習目標の設定や学習効率化の仕方などの情報を伝えたり、生徒が自ら目標設定をしたり振り返りをしたりする場を設けた。当初3月9日 - 19日に実施したが、その後休校期間の延長を受け新たに4月6日 - 5月1日まで行うことを決めた。

### 破産
2024年（令和6年）4月17日に東京地裁にて破産手続きの開始決定を受けた。